# Seznam politických stran v Tunisku
Toto je seznam politických stran v Tunisku.
Tuniskou politickou scénu zcela ovládá Ústavní demokratické sdružení (RCD). Opoziční strany jsou sice povoleny, avšak nemají šanci získat skutečný vliv.

## Parlamentní strany
| B | Český překlad                   | Arabský název                 | Francouzský název                              | Zkratka  | Předseda           | Ideologie             | Křesla | Web |
| - | ------------------------------- | ----------------------------- | ---------------------------------------------- | -------- | ------------------ | --------------------- | ------ | --- |
|   | Ústavní demokratické sdružení   | التجمع الدستوري الديمقراطي    | Rassemblement Constitutionelle et Démocratique | RCD      | Zín Abidín bin Alí | socialismus           | 152    |     |
|   | Hnutí socialistických demokratů | حركة الديمقراطيين الاشتراكيين | Mouvement des Démocrates Socialistes           | MDS      | Ismaïl Boulahya    | sociální demokracie   | 14     |     |
|   | Strana lidové jednoty           | حزب الوحدة الشعبية            | Parti de l'Unité Populaire                     | PUP      | Mohamed Bouchiha   | socialismus           | 11     |     |
|   | Unionistický demokratický svaz  | الاتحاد الديمقراطي الوحدوي    | Union Démocratique Unioniste                   | UDU      | Ahmed Inoubli      | arabský nacionalismus | 7      |     |
|   | Hnutí Ettajdid                  | حركة التجديد                  | Mouvement Ettajdid                             | Ettajdid | Ahmed Brahim       | komunismus            | 3      |     |
|   | Tuniští liberální strana        | حزب الأحرار التونسي           | Parti libéral tunisien                         | PLT      | Mounir Baatour     | liberalismus          | 7      |     |
|   | Strana zelených pro pokrok      | حزب الخضر للتقدم              | Parti des Verts pour le Progrès                | PVP      | Mongi Khamassi     | environmentalismus    | 1      |     |

## Neparlamentní strany
| B                | Český překlad                             | Arabský název                           | Francouzský název                                  | Zkratka | Předseda            | Ideologie           | Web                                         |
| ---------------- | ----------------------------------------- | --------------------------------------- | -------------------------------------------------- | ------- | ------------------- | ------------------- | ------------------------------------------- |
| Legální strany   |                                           |                                         |                                                    |         |                     |                     |                                             |
|                  | Pokroková demokratická strana             | الحزب الديمقراطي التقدمي                | Parti Démocrate Progressiste                       | PDP     | Maya Jribi          | sociální demokracie |                                             |
|                  | Demokratické fórum za práci a svobodu     | التكتل الديمقراطي من أجل العمل والحريات | Forum Démocratique pour le Travail et les Libertés | FDTL    | Mustapha Ben Jaafar | socialismus         |                                             |
| Nelegální strany |                                           |                                         |                                                    |         |                     |                     |                                             |
|                  | Komunistická strana tuniských pracujících | حزب العمال الشيوعي التونسي              | Parti Communiste des Ouvriers de Tunisie           | PCOT    | Hamma Hammami       | stalinismus         |                                             |
|                  | Strana obrody                             | حركة النهضة                             | Parti de la Renaissance                            | Ennahda | Rached Ghannouchi   | islamismus          |                                             |
|                  | Kongres pro republiku                     | المؤتمر من أجل الجمهورية                | Congrès pour la République                         | CPR     | Moncef Marzouki     | liberalismus        | Archivováno 13. 6. 2021 na Wayback Machine. |
|                  | Tuniští zelení                            | تونس الخضراء                            | Tunisie Verte                                      | TV      | Abdelkader Zitouni  | environmentalismus  |                                             |